# 張以弘
張以弘（1431年—？），字裕夫，號竹坡，浙江紹興府山陰縣人，民籍，明朝政治人物。進士出身。

## 生平
景泰四年（1453年）癸酉科浙江鄉試第十七名。成化五年（1469年）乙丑科會試第一百四名，殿試登進士第二甲第三十四名，任兵科給事中，改禮科給事中。出為湖广布政司左参议，丁忧去职。服阕，改江西布政司管粮參議。

## 家族
曾祖父張希勝；祖父張弼；父張蘊輝，封兵科給事中。有子張景琦，成化丁未进士。侄子張景明，弘治庚戌進士；侄子張景暘，弘治己未進士。孫張元冲，嘉靖戊戌進士。曾孫張一坤，萬曆甲戌進士。